# Österreichische Faustballnationalmannschaft der Frauen
Die österreichische Faustballnationalmannschaft der Frauen ist die von den österreichischen Nationaltrainern getroffene Auswahl österreichischer Faustballspielerinnen. Sie repräsentieren den Österreichischen Faustballbund auf internationaler Ebene bei Veranstaltungen der European Fistball Association und International Fistball Association. Österreich gehört zu den führenden Faustballnationalmannschaften der Welt.
Die österreichische Faustballnationalmannschaften der Frauen nahm an bislang allen Weltmeisterschaften teil und gewann dabei dreimal Silber und viermal Bronze.

## Internationale Erfolge

### Weltmeisterschaften
- 1994 in  Argentinien: 2. Platz (von 8)
- 1998 in  Österreich: 3. Platz (von 7)
- 2002 in  Brasilien: 3. Platz (von 7)
- 2006 in der  Schweiz: 3. Platz (von 9)
- 2010 in  Chile: 3. Platz (von 6)
- 2014 in  Deutschland: 2. Platz (von 10)
- 2016 in  Brasilien: 5. Platz (von 7)
- 2018 in  Österreich: 4. Platz (von 11)
- 2021 in  Österreich: 2. Platz (von 8)

## Team

### Aktueller Kader
Kader für die World Games 2022 in den Vereinigten Staaten:
| Nr.            | Name                  | Verein                                 | Länderspiele |         |         |         |         |
| Angriff        | Angriff               | Angriff                                | Angriff      | Angriff | Angriff | Angriff | Angriff |
| -------------- | --------------------- | -------------------------------------- | ------------ | ------- | ------- | ------- | ------- |
| 12             | Emilia Engleder       | Union Compact Freistadt                | 1            |         |         |         |         |
| 11             | Anna Grüll            | FBC Linz AG Urfahr                     | 1            |         |         |         |         |
| 10             | Marlene Hieslmair     | Union Haidlmair Schwingenschuh Nußbach | 40           |         |         |         |         |
| 3              | Ines Salzberger       | Union Haidlmair Schwingenschuh Nußbach | 12           |         |         |         |         |
| Abwehr/Zuspiel |                       |                                        |              |         |         |         |         |
| 6              | Theresa Eidenhammer   | ASKÖ Laakirchen Papier                 | 12           |         |         |         |         |
| 2              | Verena Hieslmair      | Union Haidlmair Schwingenschuh Nußbach | 35           |         |         |         |         |
| 5              | Karin Kempinger-Kreil | FBC Linz AG Urfahr                     | 65           |         |         |         |         |
| 9              | Katharina Lackinger   | Union Haidlmair Schwingenschuh Nußbach | 52           |         |         |         |         |
| 7              | Theresa Pichler       | FBC Linz AG Urfahr                     | 64           |         |         |         |         |
| 8              | Antonia Woitsch       | Union Compact Freistadt                | 2            |         |         |         |         |

### Trainerstab
| Name                 | Funktion          |
| -------------------- | ----------------- |
| Karin Azesberger     | Teamchefin        |
| Michael Reisenberger | Teamchef          |
| Viktoria Peer        | Co-Trainerin      |
| Christina Aichberger | Physiotherapeutin |
| Katharina Wögerer    | Physiotherapeutin |
| Stefan Aigner        | Sportpsychologe   |